# مركز حودران (حودران)
مركز حودران هي إحدى مشيخات المملكة المغربية، تتبع جغرافيا لإقليم الخميسات وإداريًا لحودران. يقدر عدد سكانها بـ 2202 نسمة حسب الإحصاء الرسمي للسكان والسكنى لسنة 2004.